# Karl Mahrer
Karl Mahrer (* 4. März 1955 in Wien) ist ein österreichischer Politiker der ÖVP und ehemaliger Polizeibeamter. Er war Vizepräsident der Landespolizeidirektion Wien und Landespolizeikommandant von Wien. Von 2017 bis 2021 war er Nationalratsabgeordneter der ÖVP. Im Dezember 2021 wurde er nach dem Rücktritt von Gernot Blümel geschäftsführender Landesparteiobmann der ÖVP Wien sowie nicht amtsführender Stadtrat in Landesregierung und Stadtsenat Ludwig II. Im Mai 2022 wurde er zum Landesparteiobmann der ÖVP Wien gewählt. Er erklärte am 28. April 2025 öffentlich seinen bevorstehenden Rücktritt nach Vorliegen eines für seine Partei sehr ungünstigen vorläufigen Ergebnisses der Wiener Gemeinderatswahl 2025. Seit dem 10. Juni 2025 ist er Wiener Landtagsabgeordneter und Gemeinderat.

## Leben
Nach der Grundausbildung der Schulabteilung der Sicherheitswache war er bis 1981 Eingeteilter Beamter. Im Jahr 1981 absolvierte er den Grundausbildungslehrgang zum dienstführenden Beamten. 1987 wurde Mahrer zum Leiter der Informationsstelle des Generalinspektorats der Sicherheitswache bestellt, der er bis 1989 blieb, danach hatte er seine Dienststelle bis 1991 im Organisationsreferat. Von 1991 bis zum Jahr 2000 war Mahrer Kommandant der Sicherheitswache-Bezirksabteilung Hietzing. Danach wechselte Mahrer wieder in das Generalinspektorat, im Jahr 2002 wurde er zum stellvertretenden Generalinspektor und Leiter der Personalabteilung bestellt.
Nach der Zusammenlegung von Polizei und Gendarmerie wurde Mahrers Posten neu ausgeschrieben. Roland Horngacher konnte sich, obwohl bis dahin nicht Angehöriger der Bundespolizei, sondern Polizeijurist, gegen Mahrer durchsetzen, der wieder als Stellvertreter bestellt wurde. Nach der Amtsmissbrauchsaffäre wurde Horngacher seines Amtes enthoben, und Mahrer wurde am 23. Jänner 2009 zum Landespolizeikommandanten für Wien bestellt. Nach Inkrafttreten der Sicherheitsbehörden-Neustrukturierung am 1. September 2012 wurde Mahrer neben Michaela Pfeifenberger (später Michaela Kardeis) zu einem der zwei Landespolizeivizepräsidenten Wiens bestellt. Sein Vorgesetzter war Landespolizeipräsident Gerhard Pürstl.
Mahrer trug bei seiner polizeilichen Tätigkeit zuletzt den Dienstgrad eines Generals.

## Politik
Ab der Nationalratswahl 2017 war er Abgeordneter zum Nationalrat. Im Juli 2019 folgte er Werner Amon als Sicherheitssprecher im ÖVP-Parlamentsklub nach.
Nach dem Rückzug von Gernot Blümel im Dezember 2021 aus allen politischen Funktionen im Zuge der ÖVP-Korruptionsaffäre wurde Mahrer geschäftsführender Landesparteiobmann der ÖVP Wien. Außerdem übernahm er am 20. Dezember 2021 das Amt des nicht amtsführenden Stadtrates in Landesregierung und Stadtsenat Ludwig II von Bernadette Arnoldner. Sein Nationalratsmandat im Landeswahlkreis neun – Wien ging an Martin Engelberg, dessen Mandat auf der Bundesliste übernahm Bettina Rausch. Als Sprecher für Inneres und Sicherheit folgte ihm Christian Stocker nach. Im Mai 2022 wurde er mit 94,21 Prozent der Stimmen zum Landesparteiobmann der ÖVP Wien gewählt. Bei Koalitionsverhandlungen der ÖVP mit der FPÖ forderte Mahrer im Februar 2025 von der FPÖ ein Bekenntnis zur Europäischen Union und eine „klare Abgrenzung von rechtsextremen Identitären“.
Die Wiener ÖVP nominierte Mahrer im Februar 2025 zum Spitzenkandidaten der Landtags- und Gemeinderatswahl in Wien 2025.

## Kritik
Im Jahr 2009 absolvierte Mahrer in nur acht Präsenzwochen das Studium zum „Bachelor of Arts in Police Leadership“ an der Fachhochschule Wiener Neustadt, wobei ECTS für Vorleistungen aus seiner Offiziersausbildung (vor dem Bologna-Prozess) angerechnet wurden. Diese gängige Praxis, dass Polizeibeamte in Österreich in wenigen Wochen einen akademischen Grad erlangen können, sorgte für mediale Kritik – auch seitens der Österreichischen Hochschülerschaft: „Das ist ein berufliches Weiterbildungsseminar, aber doch nie ein Studium“.
Seit Jahresbeginn 2023 nähert sich Mahrer durch vielfach als „rassistisch“ kritisierte Aussagen und selbstgedrehte Videos an Positionen der FPÖ an. So behauptete er etwa, dass es auf dem Wiener Brunnenmarkt „fast keine österreichischen Stände mehr“ gäbe. „Syrer, Afghanen, Araber haben die Macht übernommen“, so Mahrer. In einem weiteren Video über den Bezirk Favoriten beklagte sich ein Mann, dass er sich am Abend „nicht mehr frei bewegen“ könne. Der Passant stellte sich später als Funktionär der ÖVP Favoriten heraus. Mahrer behauptete zudem, dass „in vielen [Schul-]Klassen nur noch ein österreichisches Kind“ sitze. Mahrer bestritt den Vorwurf des Rassismus.
Bei einem Videodreh im Juli 2023 wurde Mahrer von einem Bezirksrat der Grünen dabei fotografiert, wie er eine schlafende Person auf einer Parkbank im Bereich der Mariahilfer Straße gesehen hatte und deshalb die Polizei gerufen hatte. Mahrer erklärte, er habe aufgrund der in der Hitze schlafenden obdachlosen Person die Polizei als „Profis“ verständigt, um den „Sachverhalt“ zu überprüfen.
Im März 2021 hatte Mahrer behauptet, innerhalb des BVT gebe es ein „kriminelles Netzwerk“, das die Politiker Peter Pilz, Helmut Brandstätter und Hans-Jörg Jenewein gegen Bezahlung mit Informationen ausstatte. Pilz klagte wegen übler Nachrede, und Mahrer wurde am 15. Jänner 2024 erstinstanzlich zu einem Widerruf und der Zahlung von 6.000 € verurteilt. Mahrer meldete Berufung an und bezeichnete die Anklage als „Taktik“ von Pilz, der sich „teilweise auf das Redaktionsgeheimnis berufen“ habe. Im Oktober 2024 wurde die Berufung von Mahrer vom Oberlandesgericht Wien abgelehnt, wodurch das Urteil rechtskräftig ist.
Seit Mai 2022 ermittelt die WKStA in der Causa Wienwert gegen Mahrer wegen des Verdachts der Anstiftung zur Untreue. Im Oktober 2024 wurde ein Vorhabensbericht an die Oberstaatsanwaltschaft weitergeleitet, im Februar 2025 erhielt die WKStA die Antwort der Oberbehörden.